# Brendlorenzen
Brendlorenzen ist ein Gemeindeteil der Kreisstadt Bad Neustadt an der Saale im unterfränkischen Landkreis Rhön-Grabfeld in Bayern.

## Lage
Das über zwei Kilometer lange Straßendorf entstand aus dem Zusammenwachsen der Orte Brend und Lorenzen. Durch Brendlorenzen führt der Fränkische Marienweg.

## Name

### Etymologie
Der Name Lorenzen leitet sich ab von der dortigen Kapelle zum Heiligen Laurentius. Brend ist benannt nach dem gleichnamigen Fluss Brend, in dessen Tal der Gemeindeteil liegt.

### Frühere Schreibweisen
Frühere Schreibweisen des Ortes aus diversen historischen Karten und Urkunden:
- 786 „Brenti“
- 822 „Branda“
- 845 „Brande“
- 889 „Brante“
- 974 „Brenden“
- 1143 „Brenten“
- 1161 „Brent“
- 1234 „Brende“
- 1350 „Sante Lawrentzen“
- 1593 „Brend S. Laurentzen“
- 1723 „Brendlorenzen“

Auch nach 1800 war der Name Brend noch gebräuchlich.

## Geschichte
Der Ort „Brend“ wurde 742 erstmals urkundlich erwähnt, als das Gotteshaus St. Martin dem neu gegründeten Bistum Würzburg zugeordnet wurde. In den überlieferten Schriften sind die Pfarrkirche in Brendlorenzen und die Rundkirche auf der Festung Marienberg als die ältesten Kirchen des Bistums Würzburg bezeichnet. Die Pfarrkirche wurde vermutlich 706 durch den Heiligen Willibrord geweiht.
Der Bau der Kirche St. Johannes der Täufer steht sicherlich in engem Zusammenhang mit der Errichtung des Königshofes Karls des Großen in Salz. Die Nutzung als Taufkirche war vermutlich auch der Grund für die Ablösung des Heiligen Martin als Kirchpatron mit dem Heiligen Johannes der Täufer.
Brendlorenzen war lange vor seiner ersten Erwähnung schon Siedlungsgebiet. Bei Ausgrabungen im Jahr 2001 wurden im Neubaugebiet von Brendlorenzen Spuren einer Siedlung aus der jüngeren La-Tène-Zeit gefunden (kellerartige Grubenhäuser, Abfallgruben, Überreste von sechs Töpfer-Brennöfen).
Am 1. Januar 1972 wurde die Gemeinde Lebenhan eingemeindet. Am 1. Mai 1978 wurde Brendlorenzen zusammen mit Lebenhan in die Stadt Bad Neustadt an der Saale eingegliedert.

## Bildung
Für die Vorschulbildung der Brendlorenzener Kinder stehen ein katholischer Kindergarten sowie zwei städtische Kindergärten zur Verfügung.
Brendlorenzen besitzt eine eigene Grundschule, die auch die Kinder aus dem benachbarten Lebenhan besuchen.

## Vereinswesen
Der TSV Brendlorenzen ist der größte Sportverein im Landkreis Rhön-Grabfeld (zeitweise bis zu 1400 Mitglieder). Er besteht aus acht Abteilungen: Fußball, Leichtathletik, Tischtennis, Radtouristik, Volleyball, Triathlon, Basketball und Badminton.
Überregional bekannt ist vor allem die Radsportabteilung, die den Rhöner Kuppenritt veranstaltet mit zahlreichen unterschiedlichen Radstrecken (ca. 30 bis 220 km) sowohl für den Breitensport als auch für trainierte Radfahrer aller Leistungsklassen.
Die Eigenheimervereinigung Brendlorenzen ist der zweitgrößte Verein in Brendlorenzen mit aktuell über 500 Mitgliedern.
Weitere Vereine sind:
- Eigenheimervereinigung Brendlorenzen e. V.
- CSU Ortsverband Brendlorenzen
- TSV Brendlorenzen 1920 e. V.
- Wanderfreunde Brendlorenzen
- Musikverein Brendlorenzen e. V.
- Freiwillige Feuerwehr Brendlorenzen
- Singkreis St. Johannes Brendlorenzen
- Junge Kantorei St. Johannes Brendlorenzen
- Kolpingsfamilie
- BRK-Kolonne Brendlorenzen
- Landfrauengruppe Brendlorenzen
- Obst- und Gartenbauverein Brendlorenzen
- Kleintierzuchtverein B 1198 Brendlorenzen e. V.
- VdK Ortsverband Brendlorenzen
- Seniorenkreis Brendlorenzen
- Kreis junger Senioren Brendlorenzen
- Kreis 50 Plus Brendlorenzen
- Franconia Freaks Freizeitclub e. V